# Nemestrinus variicolor
Nemestrinus variicolor är en tvåvingeart som beskrevs av Robert W. Lichtwardt 1919. Nemestrinus variicolor ingår i släktet Nemestrinus och familjen Nemestrinidae. Inga underarter finns listade i Catalogue of Life.